# Operário FC (Campo Grande)
Operário FC  is een Braziliaanse voetbalclub uit Campo Grande in de staat Mato Grosso do Sul. De club was lange tijd de dominerende club van de staat maar kon sinds de eeuwwisseling geen potten meer breken.

## Geschiedenis
De club werd opgericht in 1938. In de jaren zeventig werd de club een profclub en ging in de hoogste klasse van het Campeonato Mato-Grossense spelen. In 1974 bereikte de club de finale om de titel tegen Dom Bosco uit de hoofdstad Cuiabá. Na twee gelijke spelen kon Operário de derde wedstrijd winnen en zo voor het eerst staatskampioen worden. Door deze titel mocht de club ook aantreden in de Série A, dat in deze tijd nog toegankelijk was voor alle staatskampioenen. De club kon wel de tweede ronde bereiken, maar werd daar laatste. Twee jaar later bereikten ze opnieuw de tweede ronde en misten daar op een haar na de derde ronde.

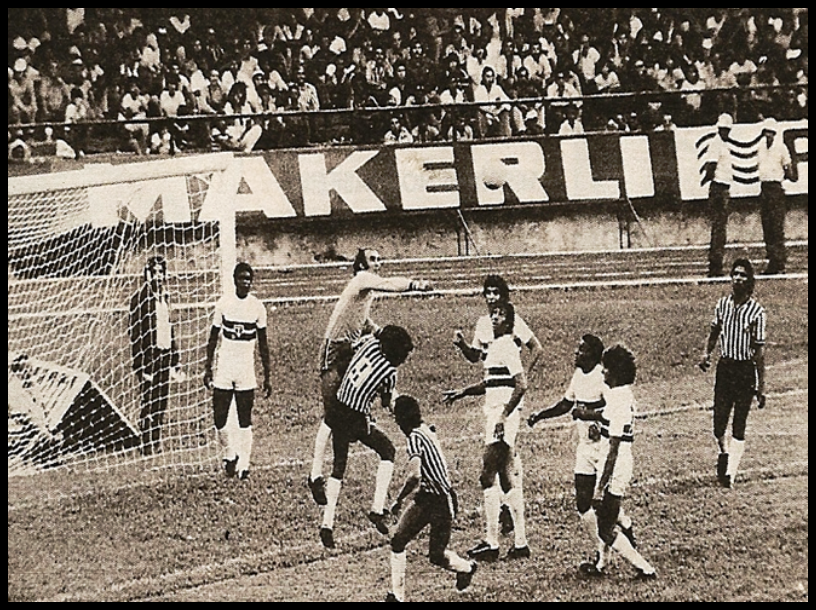
Operário in de halve finale om de landstitel in 1977 tegen São Paulo.

In 1977 werd de club overtuigend staatskampioen, voor stadsrivaal Comercial. In de Série A plaatste de club zich opnieuw voor de tweede fase en eindigde daar samen met het grote Botafogo eerste. In de derde groepsfase verbaasde de club door groepswinnaar te worden in een toch niet al te makkelijke poule met onder andere Santa Cruz, Palmeiras en America. Operário kon de heenwedstrijd winnen tegen São Paulo met 1-0, maar in de terugwedstrijd zorgen twee goals van Serginho Chulapa en een van Neca dat de droom van Operário aan diggelen geslagen werd voor meer dan 100.000 toeschouwers in het Estádio do Morumbi. Het is tot op heden de beste prestatie ooit voor een club uit de staat. Een jaar later werd de club voor het derde jaar op rij staatskampioen en bereikte opnieuw een knappe derde ronde in de nationale competitie. In 1992 speelde de club voor de laatste keer in de Série B en werd in de eerste groepsfase uitgeschakeld.
In 1979 werd de staat Mato Grosso gesplitst en werd de nieuwe staat Mato Grosso do Sul opgericht met Campo Grande als nieuwe hoofdstad. Comercial en Operário, de enige clubs actief in de staatscompetitie, verlieten de competitie om in het nieuwe Campeonato Sul-Mato-Grossense te spelen. Beide clubs bereikten de eerste finale van de nieuwe competitie en Operário trok aan het langste eind en werd de eerste kampioen. De club deed het op nationaal niveau opnieuw goed en werd zelfs groepswinnaar in de tweede fase. In de derde fase wonnen ze van Uberlândia en Atlético Paranaense en hadden aan een gelijkspel tegen Vasco da Gama genoeg om opnieuw de halve finale te bereiken. Echter won Vasco met 4-0 en schakelde de club zo uit.
Het volgende seizoen was een teleurstelling toen de club er al in de eerste ronde uitging, door een slechter doelsaldo dan Bahia. In 1981 was de club weer helemaal terug. In de tweede groepsfase werden ze groepswinnaar, voor Náutico en Cruzeiro. Ze plaatsten zich zo voor de 1/8ste finale, waar Sport do Recife met 1-3 verslagen werd. In de kwartfinale wachtte het Grêmio van Baltazar dat in twee wedstrijden kon winnen.
In 1982 won de club voor het eerst niet de staatstitel, maar mocht desalniettemin deelnemen aan de Série A, waar ze opnieuw de 1/8ste finale bereikten en er deze keer uitgingen tegen Guarani. In 1983 speelden ze in de Série B en werden in de eerste ronde uitgeschakeld. In 1984 speelden ze opnieuw in de Série A en bereikten de derde fase, waarin ze eruit gingen door een slechter doelsaldo dan Portuguesa. In 1985 speelde de club in de Série B en versloeg eerst Americano en verloor dan van Figueirense. In 1986 nam de club voor de laatste keer deel aan de Série A en werd nu in de eerste ronde uitgeschakeld. Hierna besliste de CBF dat niet meer alle staatskampioenen recht hadden op een ticket in de Série A.
In 1987 werd de competitie voor één seizoen gewijzigd door enigheden bij de clubs. Operário won de competitie waaraan ze deelnamen, die gelijkgesteld werd met de Série B, maar mocht daarna wel niet in de Série A aantreden. In 1988 bereikten ze nog de derde groepsfase en in 1989 werden ze meteen uitgeschakeld. In 1992 speelde de club een laatste keer in de Série B, hierna namen ze vaker deel aan de Série C maar konden hier geen potten breken. In 1997 werden ze voor de tien keer staatskampioen. Niemand kon toen vermoeden dat er hierna een periode van grote droogte zou aanbreken. De club kon niet meer mee aan en werd een middenmoter, die zich ook niet elk jaar voor de Série C plaatste. In 2005 werden ze nog eens vicekampioen achter CENE. In 2009 volgde een absoluut dieptepunt in de geschiedenis, de club werd achttiende en laatste en degradeerde. De club werd het seizoen erna derde en kon promoveren, maar kon daarna het behoud opnieuw niet verzekeren. Hierna kon de club pas in 2015 opnieuw promotie afdwingen.
Bij de terugkeer eindigde de club samen met stadsrivaal Comercial op een gedeelde eerste plaats in de eerste fase en schakelde daarna Ivinhema uit in de kwartfinale. In de halve finale troffen ze Sete de Dourados en het bleef twee keer gelijk. Hoewel Operário meer punten had in de competitie was het toch Sete de Dourados dat doorging omdat zij groepswinnaar geworden waren. In 2018 werd de club 21 jaar na de laatste titel opnieuw kampioen. In 2019 leek het de goeie kant op te gaan nadat de club de eerste fase won, maar in de eindronde verloren ze meteen van Aquidauanense.

## Erelijst
Campeonato Sul-Mato-Grossense
1979, 1980, 1981, 1983, 1986, 1988, 1989, 1991, 1996, 1997, 2018, 2022, 2024, 2025
Campeonato Mato-Grossense
1974, 1976, 1977, 1978

## Bekende ex-spelers
- Manga
- Roberto César